# Alles wat ik mis
Alles wat ik mis is een lied van de Nederlandse rapper Ronnie Flex en zangeres Emma Heesters in samenwerking met dj-trio Kris Kross Amsterdam. Het werd in 2021 als single uitgebracht en het stond in hetzelfde jaar als vierde track op het album Altijd samen van Ronnie Flex.

## Achtergrond
Alles wat ik mis is geschreven door Ronell Plasschaert, Jasper Helderman, Memru Renjaan, Joren van der Voort, Diederik van Elsas, Ucahzo Hoogdorp, Joey Moehmadsaleh, Jordy Huisman, Sander Huisman, Yuki Kempees, Emma Heesters en Rafael Maijnard en geproduceerd door Joren van der Voort, Diederik van Elsas, Ronnie Flex, Jordan Wayne en Kris Kross Amsterdam. Het is een nederhoplied waarin de artiesten zingen over het begin van een relatie, bezongen vanuit beide personen in de relatie. De eerste versie van het lied werd door Ronnie Flex al in 2018 opgenomen, maar de rapper twijfelde om het uit te brengen, waardoor het uitbrengen van het lied werd uitgesteld. In 2021 liet vlogger Gio Latooy een stuk van het lied horen, waarop fans van Ronnie Flex enthousiast reageerden. Via Instagram vroeg de artiest of hij het lied moest uitbrengen, wat kort daarna gebeurde. 
Het is de eerste keer dat Ronnie Flex en Emma Heesters met elkaar samenwerken. In hetzelfde jaar kwam nog een nummer van de twee artiesten uit met de naam Meisje zonder naam. Dit lied had een stuk minder succes dan Alles wat ik mis. Ook Ronnie Flex en Kris Kross Amsterdam herhaalden na Alles wat ik mis de samenwerking. Dit deden ze op Adrenaline.

## Hitnoteringen
De artiesten had succes met het lied in zowel Nederland als België. Het piekte een week bovenaan de Single Top 100, waarin het in totaal zeventien weken te vinden was. Het kwam tot de zevende positie van de Nederlandse Top 40. Het stond zeven weken in deze hitlijst. Er was geen notering in de Vlaamse Ultratop 50, maar het kwam tot de 21e plaats van de Ultratip 100.